# Guvernoratul Deir al-Balah
| \| \| Fâșia Gaza Teritoriile palestiniene \| v • d • m \|    |                                     |           |
| Gaza de Nord Gaza GAZA CITY Deir al-Balah Khan Yunis Rafah · |                                     |           |
| Flag of Palestine                                            | Fâșia Gaza Teritoriile palestiniene | v • d • m |

Guvernoratul Deir al-Balah (Arabă: محافظة دير البلح‎) este unul dintre guvernoratele Autorității Naționale Palestiniene, aflat în centrul Fâșiei Gaza. Conform Biroului Central de Statistică Palestinian (BCSP), suprafața districtului este de 0,56 km pătrați, iar populația lui era de 208,716 locuitori în 2006. Capitala și cel mai mare oraș al guvernoratului este Deir al-Balah.

## Localități

### Orașe
- Deir al-Balah

### Municipalități
- az-Zawayda

### Consilii sătești
- al-Musaddar
- Wadi as-Salqa

### Tabere de refugiu
- Bureij
- Tabăra Deir al-Balah
- Maghazi
- Nuseirat